# 朱俊武
朱俊武（1954年12月—），中华人民共和国政治人物，河南洛宁人。1974年6月参加工作，1981年5月加入中国共产党。1996年3月份担任灵宝市委书记，但是1998年7月份明升暗降被提拔至三门峡市委办公室主任，此后仕途一直不顺。2014年退休，退休时仅为三门峡市委办公室的一个调研员。2020年6月16日，已退休6年的朱俊武涉嫌严重违纪违法，接受驻马店市纪委监委纪律审查和监察调查。